# Манаков, Геннадий Михайлович
Генна́дий Миха́йлович Манако́в (1 июня 1950, Ефимовка, Андреевский район, Чкаловская область, РСФСР, СССР — 26 сентября 2019, Звёздный городок, Московская область) — лётчик-космонавт СССР, Герой Советского Союза (1990), полковник (1990).

## Биография
Отец — Михаил Дмитриевич Манаков, школьный учитель. Мать — Екатерина Степановна Манакова (Тимошенкова), учительница.

### Образование
- В 1967 окончил Ефимовскую среднюю школу.
- В 1967—1969 учился в Куйбышевском авиационном институте, проходил авиационную подготовку в школе ДОСААФ в Куйбышеве.
- В 1969—1973 учился в Армавирском высшем Краснознамённом военном авиационном училище лётчиков противовоздушной обороны (АВВАКУЛ), окончил его с отличием и золотой медалью по специальности «командная истребительная авиация» с присвоением квалификации лётчика-инженера.
- В 1985 окончил вечернее отделение факультета самолётостроения Ахтубинского филиала Московского авиационного института им. Серго Орджоникидзе «Взлёт».

### Военная служба
- 1969 — начало службы в Советской армии.
- Август 1969 — октябрь 1973 — АВВАКУЛ. Освоил пилотирование самолётов Л-29, УТИ МиГ-15, МиГ-17.
- С 13 ноября 1973 года — служба в боевых частях:
  - лётчик 636-го истребительного авиационного полка (ИАП) 9-й дивизии ПВО, Краматорск Донецкой области, Киевский округ ПВО;
  - c 25 ноября 1974 — лётчик 894-го ИАП 19-й дивизии ПВО;
  - с 17 марта 1975 — старший лётчик 636-го ИАП 9-й дивизии 8-й отдельной армии ПВО, Краматорск, освоил пилотирование самолёта Су-15ТМ;
  - c 5 ноября 1975 — старший лётчик 865-го ИАП Дальневосточного округа ПВО, Елизово Камчатской области;
  - с 14 июня 1976 — заместитель командира авиационной эскадрильи по политчасти того же полка;
  - с 9 августа 1978 — заместитель командира авиационной эскадрильи по политчасти 153-го ИАП 16-го корпуса ПВО Московского округа ПВО, Моршанск Тамбовской области.
- С 21 декабря 1979 — направлен на подготовку в 267-й Центр испытания авиационной техники и подготовки лётчиков-испытателей. В дальнейшем — лётно-испытательская и космическая служба.
- 4 июля 2000 — приказом Министра обороны РФ уволен в запас.

#### Классность
- 24 апреля 1975 — военный лётчик 3-го класса.
- 12 декабря 1975 — военный лётчик 2-го класса.
- 23 апреля 1977 — военный лётчик 1-го класса.
- 27 августа 1980 — лётчик-испытатель 3-го класса.
- 29 декабря 1983 — лётчик-испытатель 2-го класса.
- 11 декабря 1987 — лётчик-испытатель 1-го класса.
- 20 декабря 1990 — космонавт 2-го класса.

Общий налёт более 1620 часов, освоил 42 типа и модификации самолётов, инструктор парашютно-десантной подготовки (ПДП) ВВС, выполнил 248 прыжков.

### Лётно-испытательская служба
- Август 1980 — окончание обучения в 267-м Центре испытания авиационной техники и подготовки лётчиков-испытателей в Ахтубинске Астраханской области.
- С 8 августа 1980 — лётчик-испытатель 5-й авиационной испытательной эскадрильи службы лётных испытаний бомбардировочной авиации 1-го управления Государственного Краснознамённого научно-исследовательского института (ГКНИИ) ВВС.
- С 8 января 1981 — лётчик-испытатель 4-й авиационной истребительной эскадрильи службы лётных испытаний истребителей-перехватчиков ПВО и самолётов фронтовой авиации.
- С 15 июля 1983 — ведущий инженер, старший лётчик-испытатель той же эскадрильи.

За время службы освоил пилотирование самолётов МиГ-21, МиГ-23МЛ, МиГ-23П, МиГ-25, МиГ-27К, МиГ-27Д, МиГ-29, Су-15ТМ, Су-17М-3, Су-22М-3, Су-25, М-17.
Похоронен на Федеральном мемориальном кладбище в Мытищи.

### Космическая подготовка
- В 1985 Г. М. Манаков был отобран в ГКНИИ ВВС для работы по программе «Буран». Прошёл медицинское обследование в Центральном военном научно-исследовательском авиационном госпитале (ЦВНИАГ) и получил заключение Центральной врачебно-летной комиссии (ЦВЛК) в июне 1985.
- 2 сентября 1985 — решением Государственной межведомственной комиссии (ГМВК) отобран в качестве кандидата в космонавты от ГКНИИ ВВС.
- С ноября 1985 по май 1987 — общекосмическая подготовка методом сборов в Центре подготовки космонавтов (ЦПК) имени Ю. А. Гагарина, в мае 1987 присвоена квалификация космонавта-испытателя. Из-за срыва выполнения программы «Буран» 8 января 1988 приказом Министра обороны СССР зачислен во 2-ю группу отряда космонавтов ЦПК ВВС на должность космонавта-испытателя  (9-й набор космонавтов ЦПК ВВС).
- 1988—1989 — подготовка в группе космонавтов по программе полётов на орбитальном комплексе (ОК) «Мир».
- С февраля по сентябрь 1989 — подготовка к полёту на ОК «Мир» в качестве командира резервного экипажа совместно с Г. М. Стрекаловым и В. В. Заболотским.
- С сентября 1989 по январь 1990 — подготовка по программе 6-й основной экспедиции (ЭО-6) на ОК «Мир» в качестве командира дублирующего экипажа совместно с Г. М. Стрекаловым.
- В апреле — июле 1990 — подготовка по программе 7-й основной экспедиции (ЭО-7) на ОК «Мир» в качестве командира основного экипажа совместно с Г. М. Стрекаловым.

### Первый полёт в космос
1 августа 1990 года стартовал в космос в качестве командира экипажа транспортного корабля «Союз ТМ-10» по программе 7-й основной экспедиции (ЭО-7) на орбитальном комплексе «Мир» и программе советско-японского космического полёта совместно с Г. М. Стрекаловым.
Личный позывной «Вулкан-1». Стал 229-м человеком в мире и 69-м в СССР, вышедшим на околоземную орбиту.
Во время полёта выполнил обширную программу, 29 октября 1990 совершил выход в открытый космос продолжительностью 2 часа 45 минут для ремонта наружного люка шлюзовой камеры модуля «Квант-2». С помощью струбцин удалось закрыть люк, но исправить его петлю не удалось.
10 декабря 1990 возвратился на Землю совместно с Г. М. Стрекаловым и японским космонавтом Тоёхиро Акиямой.
Продолжительность полёта 130 суток 20 часов 35 минут 51 секунда.

### Подготовка ко второму полёту
- 10 февраля 1992 — начало подготовки по программе 12-й основной экспедиции (ЭО-12) на ОК «Мир» в качестве командира резервного (третьего) экипажа совместно с А. Ф. Полещуком. В марте 1992 дублирующий экипаж ЭО-12 (В. Г. Корзун и А. И. Лавейкин) был расформирован, и экипаж Г. М. Манакова назначен дублирующим (вторым) экипажем ЭО-12. В состав экипажа по программе российско-французского полёта был включён французский космонавт Жан-Пьер Эньере, подготовка проходила в марте — июле 1992.
- С 16 сентября 1992 по 10 января 1993 — подготовка к полёту по программе 13-й основной экспедиции (ЭО-13) на ОК «Мир» в качестве командира основного экипажа совместно с А. Ф. Полещуком.

### Второй полёт в космос
24 января 1993 стартовал в качестве командира экипажа ТК «Союз ТМ-16» и ОК «Мир» по программе 13-й основной экспедиции (ЭО-13) совместно с А. Ф. Полещуком.
Персональный позывной «Вулкан-1».
Во время полёта совершил два выхода в открытый космос:
- 19 апреля 1993 продолжительностью 5 часов 25 минут для переноса привода солнечной батареи на модуль «Квант»;
- 18 июня 1993 продолжительностью 4 часа 33 минуты для переноса второго привода солнечной батареи с модуля «Кристалл» на модуль «Квант».

22 июля 1993 — возвращение на Землю совместно с А. Ф. Полещуком и Жан-Пьером Эньере (Франция).
Продолжительность полёта составила 179 суток 00 часов 43 минуты 46 секунд.
Статистика
| # | Стартовый корабль | Старт, UTC        | Экспедиция         | Корабль посадки | Посадка, UTC      | Налёт                        | Выходы в открытый космос | Время в открытом космосе |
| - | ----------------- | ----------------- | ------------------ | --------------- | ----------------- | ---------------------------- | ------------------------ | ------------------------ |
| 1 | Союз ТМ-10        | 01.08.1990, 09:32 | Союз ТМ-10, Мир-7  | Союз ТМ-10      | 10.12.1990, 06:08 | 130 суток 20 часов 35 минут  | 1                        | 02 часа 45 минут         |
| 2 | Союз ТМ-16        | 24.01.1993, 05:58 | Союз ТМ-16, Мир-13 | Союз ТМ-16      | 22.07.1993, 06:41 | 179 суток 00 часов 43 минуты | 2                        | 09 часов 58 минут        |
|   |                   |                   |                    |                 |                   | 309 суток 21 час 18 минут    | 3                        | 12 часов 43 минуты       |

### Дальнейшая подготовка
- С 14 февраля по август 1995 — подготовка к полёту по программе 20-й основной экспедиции (ЭО-20) в качестве командира дублирующего экипажа совместно с П. В. Виноградовым и шведским космонавтом Кристером Фуглесангом.
- С октября 1995 по июль 1996 — подготовка по программам 22-й основной экспедиции (ЭО-22), российско-американской экспедиции NASA-3 и «Кассиопея» в качестве командира основного экипажа совместно с П. В. Виноградовым, Джоном Блахой (США) и Клоди Андре-Деэ (Эньере) (Франция).
- 9 августа 1996 — обнаружение микроинфаркта миокарда задней стенки сердца во время предполётного медицинского обследования.
- 12 августа 1996 — замена российской части экипажа ЭО-22 на дублёров (В. Г. Корзуна и А. Ю. Калери).
- 20 декабря 1996 — отчисление из отряда космонавтов по состоянию здоровья.

### Работа в Центре подготовки космонавтов
- С 20 декабря 1996 — начальник 32-го отдела 3-го управления Российского государственного научно-исследовательского испытательного Центра подготовки космонавтов имени Ю. А. Гагарина (РГНИИ ЦПК).
- С 27 ноября 1997 — начальник 2-го управления РГНИИ ЦПК.
- 4 июля 2000 — приказом Министра обороны РФ уволен в запас.

Похоронен на Федеральном военном мемориальном кладбище.

## Воинские звания
- 3 октября 1973 — лейтенант
- 8 декабря 1975 — старший лейтенант
- 13 августа 1978 — капитан
- 5 марта 1981 — майор
- 24 апреля 1984 — подполковник
- 10 декабря 1990 — полковник

## Награды и звания
- Герой Советского Союза (10 декабря 1990) с вручением медали «Золотая Звезда» и награждением орденом Ленина.
- Лётчик-космонавт СССР (10 декабря 1990).
- Орден Дружбы народов (23 июля 1993) — за успешное осуществление космического полёта на орбитальном научно-исследовательском комплексе «Мир» и проявленные при этом мужество и героизм[7].
- Орден «За военные заслуги» (2 марта 2000) — за большие заслуги перед государством в развитии отечественной пилотируемой космонавтики[8].
- Медаль «За заслуги в освоении космоса» (12 апреля 2011) — за большие заслуги в области исследования, освоения и использования космического пространства, многолетнюю добросовестную работу, активную общественную деятельность[9].
- Медаль Алексея Леонова (Кемеровская область, 2015) — за три совершённых выхода в открытый космос[10].
- 5 медалей.
- Офицер ордена Почётного легиона (Франция) (1992).